# Parasphaerichthys
Parasphaerichthys is een geslacht van straalvinnige vissen uit de familie van de echte goerami's (Osphronemidae).

## Soorten
- Parasphaerichthys lineatus Britz & Kottelat, 2002
- Parasphaerichthys ocellatus (de Beaufort, 1933)